# 広田正光
広田 正光（ひろた まさみつ、1942年5月3日 - 2009年8月）は、日本の俳優。本名は同じ。
東京都出身。大森工業高等学校卒業。旧俳優小劇場養成所出身。かつては大鷲プロ、劇団アートボックス、宝井プロジェクトに所属していた。血液型はA型。

## 出演

### 映画
- 生録盗聴ビデオ（1982年4月9日） - 男 役
- ショコキ!（2001年10月13日） - 重役社員 役

### テレビドラマ

#### NHK
- 大河ドラマ
  - 風と雲と虹と 第21話「騙し討ち」、第22話「修羅の旋風」（1976年5月23日・5月30日） - 源家の郎党 役
  - 花神 第24話「奇兵隊」（1977年6月12日） - 急使 役
  - 獅子の時代（1980年1月6日 - 12月21日） - 酒場の男 役
  - 春日局 第4話「別離」（1989年1月29日） - 多助 役
  - 徳川慶喜 第9話「恋の闇路」（1998年3月1日） - 船頭 役
- 少年ドラマシリーズ / 怪傑黒頭巾 第2話、第3話（1976年11月23日・11月24日）
- 土曜ドラマ / タクシー・サンバ 最終話「路上の荒野」（1981年10月31日）
- 立花登 青春手控え 第6話「牢破り」（1982年5月19日）
- ビゴーを知っていますか（1982年10月9日）
- 菜の花の沖（2000年12月4日 - 12月8日、BShi） - 佐平 役
- 茂七の事件簿 新ふしぎ草紙（2002年）
  - 第2話「落ち葉なしの椎」
  - 第6話「紙吹雪」

#### NTV
- 太陽にほえろ!
  - 第74話「ひとりぼっちの演奏会」（1973年12月14日） - 「ダーティーエンジェルス」メンバー 役
  - 第98話「手錠」（1974年5月31日） - 北里溶接所工員 役
  - 第151話「刑事の妻」（1975年6月6日） - スーパーマーケット警備員 役
  - 第213話「正当防衛」（1976年8月13日） - 田山の知人 役
  - 第269話「みつばちの家」（1977年9月23日） - ヘロイン中毒者 役
  - 第368話「事件の背景」（1979年8月17日） - 管井三郎 役
  - 第378話「やさしい棘」（1979年10月26日） - 瀬戸孝 役
  - 第394話「鮫やんの受験戦争」（1980年2月15日） - 原田 役
  - 第399話「廃墟の決闘」（1980年3月21日） - 浮浪者 役
  - 第416話「ゴリさんが殺人犯?」（1980年7月25日） - 山西 役
  - 第428話「ドック対ドッグ」（1980年10月17日） - 村井 役
  - 第471話「山さんに任せろ!」（1981年8月21日） - 吉井健造 役
  - 第493話「スコッチよ静かに眠れ」（1982年1月29日） - 小島隆夫
  - 第509話「列車の中の女」（1982年5月28日） - トラック運転手
  - 第525話「石塚刑事殉職」（1982年10月1日） - 南郷開発工員 役
- 雑居時代 第22話「興奮しちゃった!」（1974年2月27日） - 窃盗犯 役
- 傷だらけの天使 第16話「愛の情熱に別れの接吻を」（1975年1月18日）
- 剣と風と子守唄 第17話「闇の宿場に咲く花火」（1975年7月22日） - 新太 役
- 祭ばやしが聞こえる　第13話（1977年12月30日）
- 大都会 PARTIII 第36話「密告屋」（1979年6月12日）
- 俺たちは天使だ! 第19話「運が悪けりゃターゲット」（1979年10月28日）
- 探偵物語
  - 第7話「裏街の女」（1979年）
  - 第17話「黒猫に罠を張れ」（1980年）
  - 第21話「欲望の迷路」（1980年）
  - 第22話「ブルー殺人事件」（1980年）
  - 第25話「ポリス番外地」（1980年）
  - 第27話「ダウンタウン・ブルース」（1980年）
- プロハンター（1981年）
  - 第11話「泥棒紳士」
  - 第20話「ローマで起こった不思議な出来事」
- 火曜サスペンス劇場 / 十万分の一の偶然（1981年12月29日）
- 俺はご先祖さま 第8話「ねらわれた白雪姫」（1982年1月31日）

#### TBS
- 刑事くん 第3部 第27話「日本の若い刑事」（1975年5月12日）
- 海は甦える（1977年8月29日） - 暴徒 役
- 赤い絆 第11話「その人の名は言えない」（1978年2月10日）
- 青春の門 自立編 第19話、第23話（1978年4月12日・2月15日）
- 七人の刑事 第3シリーズ
  - 第15話「炎の誘惑」（1978年）
  - 第34話「北川刑事の辞職」（1979年）
- 薔薇海峡 第2話「闇に揺れる心」（1978年）
- 噂の刑事トミーとマツ 第1シリーズ 第23話「男ならトミコ抜きで勝負しろ!」（1980年3月19日）
- 花王 愛の劇場
  - 流れる星は生きている（1982年5月10日 - 7月2日）
  - わが子よII（1982年7月5日 - 8月27日）
- コワイ童話『親ゆび姫』（1999年9月13日 - 10月4日）
- 月曜ドラマスペシャル / 十津川警部シリーズ 第19作「伊豆・七滝殺人事件」（2000年4月3日） - 所轄刑事 役[6]

#### CX
- 同心部屋御用帳 江戸の旋風II 第33話「悲しい幼な妻」（1976年11月11日）
- 逢えるかも知れない 第5話（1976年5月1日）
- 大空港
  - 第7話「暗号名ジャッカルを追え!」（1978年）
  - 第42話「ロスアンゼルス密輸ルート 一人旅の少年」（1979年）
- 旅がらす事件帖
  - 第5話「お助け米のお通りだぁ」（1980年11月4日） - 大熊 役
  - 第25話「怒りに血煙る甲州路」（1981年3月24日） - 六造 役
- 金曜エンタテイメント / 浅見光彦シリーズ 第9作「斎王の葬列」（1999年10月8日） - 野元元治 役

#### NET→ANB→EX
- 特別機動捜査隊 第599話「女房貸します」（1973年） - 下条
- 非情のライセンス 第1シリーズ（1973年）
  - 第10話「兇悪の骨」 - 浮浪者 役
  - 第24話「兇悪の回路」 - 滝本 役
- 仮面ライダーシリーズ
  - 仮面ライダーX 第11話「不死身の水蛇怪人ヒュドラー!」（1974年4月27日） - 作業員
  - 仮面ライダー龍騎 第3話「学校の怪談」（2002年2月17日） - 管理人 役[7]
- イナズマンF 第5話「DESミサイル大空中戦!!」（1974年5月7日） - 死の商人 役
- 土曜ワイド劇場
  - 田舎刑事 第1作「時間よとまれ」（1977年7月7日）
  - 0計画を阻止せよ（1979年3月3日）
  - 横溝正史の鬼火 仮面の男と湖底の女（1983年3月26日）
  - 鉄道捜査官 第2作「私は殺された 鳴門の渦に女の叫び!」（2002年10月5日） - マンション管理人 役
- 半七捕物帳 第4話「大坂屋花鳥」（1979年4月24日）
- 西部警察シリーズ
  - 西部警察
    - 第16話「最後の一弾」（1980年） - 桃井
    - 第45話「大激走! スーパーマシン」（1980年） - 目撃者
    - 第87話「口を閉ざした少年」（1981年） - 経済研究所構成員
    - 第96話「黒豹刑事リキ」（1981年） - 上村太一
    - 第108話「時効成立9分前」（1981年） - 労務者
    - 第116話「狙撃銃・G3スナイパー」（1982年） - 土井鉄也

  - 西部警察 PART-III
    - 第7話「"大将"がやってきた!」（1983年） - 密輸組織構成員
    - 第26話「ぼくらは少年探偵団」（1983年）
    - 第43話「少年Aの2時間」（1984年）
- 新・女捜査官 第8話「暗闇の標的は婦人警官」（1983年6月3日）
- はぐれ刑事純情派
  - 第12シリーズ 第22話「蒸発した夫が殺人犯!? 10年待った女!」（1999年8月25日） - 大島 役
  - 第14シリーズ 第4話「IT殺人!? インターネット犯罪に挑戦した安浦刑事」（2001年4月25日） - 管理人 役
  - 第15シリーズ 第8話「1円玉強盗!? 宅配便で送られた妻!」（2002年5月22日）
- はみだし刑事情熱系 PART4 第13話「追跡! 涙の拳銃密売 愛が殺意に変わる時…」（2000年1月12日）
- 相棒 season7 第1話「還流～密室の昏迷」（2008年10月22日） - ホームレス 役

#### テレビ東京
- 大江戸捜査網 第3シリーズ
  - 第313話「五ツ刻の鐘は殺しの調べ」（1979年11月10日）
  - 第348話「女の涙か夏の嵐」（1980年7月26日）
- 女と愛とミステリー / ヤメ検弁護士 英剛直 佐渡が島殺人航路（2002年7月28日、BS JAPAN）